# 贺家土街道
贺家土街道，中华人民共和国湖南省株洲市芦淞区下属的一个街道，因驻地贺家土而得名。

## 建制沿革
- 1959年，设贺家土分社，属株洲市中心区公社；
- 1966年，改置贺家土为民分社和贺家土街道；
- 1972年，更名白石港街道；
- 1975年，更名贺家土街道；
- 1997年，改属芦淞区。

## 行政区划
贺家土街道下辖7个社区：
- 来园社区、大园社区、漂家井社区、长塘湾社区、曹塘坝社区、文化园社区、大塘冲社区